# Episodi di Soko 5113 (sedicesima stagione)
La sedicesima stagione della serie televisiva Soko 5113 è stata trasmessa in anteprima in Germania dalla ZDF tra il 6 gennaio 1999 e il 14 aprile 1999.
| nº | Titolo originale               | Titolo italiano | Prima TV Germania | Prima TV Italia |
| -- | ------------------------------ | --------------- | ----------------- | --------------- |
| 1  | Abgestürzt                     |                 | 6 gennaio 1999    |                 |
| 2  | Bombenstimmung                 |                 | 13 gennaio 1999   |                 |
| 3  | Schüsse aus der Dunkelheit     |                 | 20 gennaio 1999   |                 |
| 4  | Sophias Geheimnis              |                 | 27 gennaio 1999   |                 |
| 5  | Blutige Spur                   |                 | 3 febbraio 1999   |                 |
| 6  | Abschiedsfeier                 |                 | 10 febbraio 1999  |                 |
| 7  | Milchmädchenrechnung           |                 | 17 febbraio 1999  |                 |
| 8  | Amour Fou                      |                 | 24 febbraio 1999  |                 |
| 9  | Alles aus Liebe                |                 | 3 marzo 1999      |                 |
| 10 | ...oder Schickl stirbt         |                 | 9 marzo 1999      |                 |
| 11 | Schusters letzte Streife       |                 | 17 marzo 1999     |                 |
| 12 | Tommy                          |                 | 10 marzo 1999     |                 |
| 13 | Das Doppelleben des Werner Eck |                 | 24 marzo 1999     |                 |
| 14 | Rosenkavalier                  |                 | 31 marzo 1999     |                 |
| 15 | Das Gelübde                    |                 | 7 aprile 1999     |                 |
| 16 | Der Überläufer                 |                 | 14 aprile 1999    |                 |